# Mike Holober

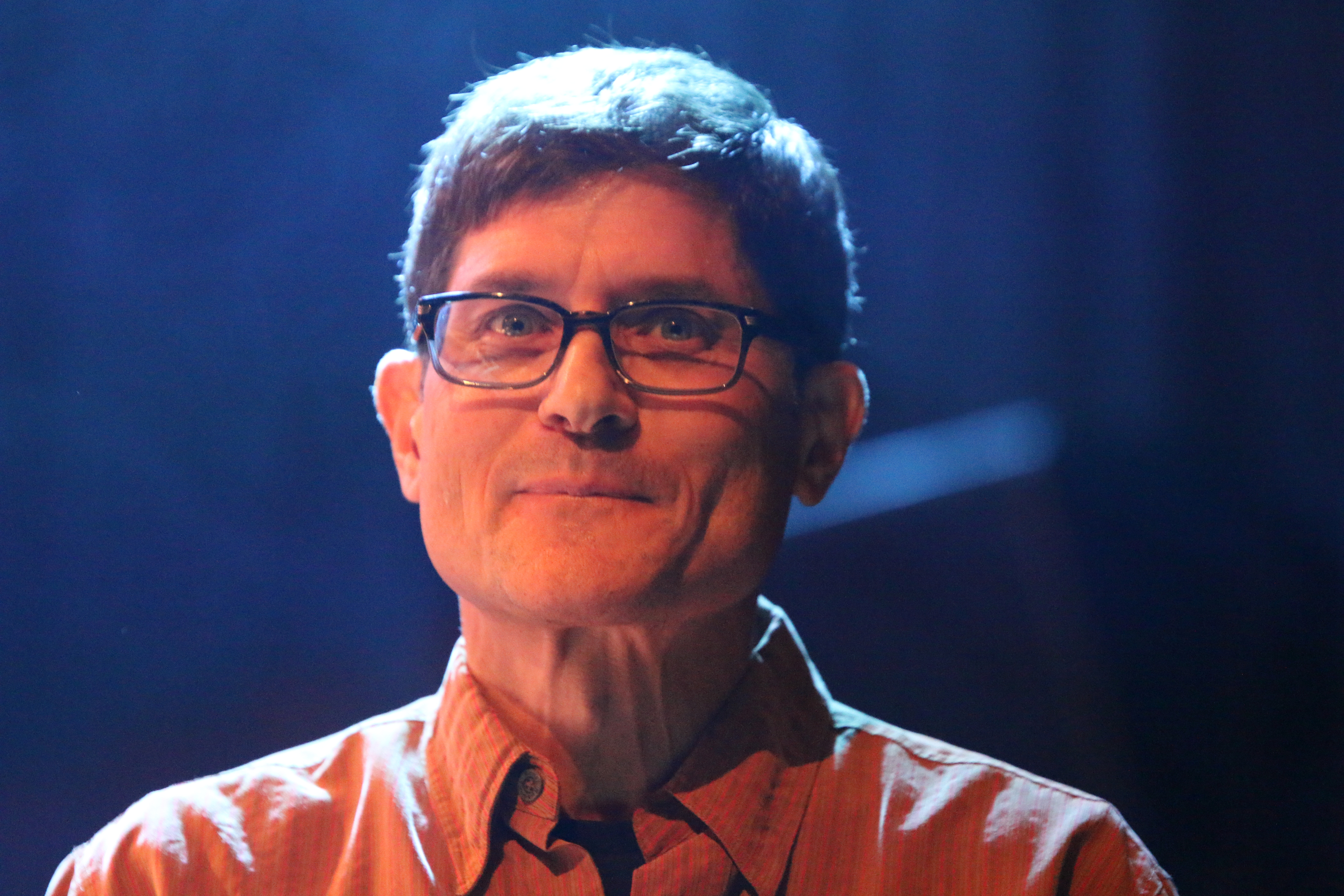
Mike Holober (2015)

Mike Holober (* 1. Januar 1957) ist ein US-amerikanischer Jazzpianist, Komponist, Arrangeur, Big-Band-Leader und Hochschullehrer.

## Leben und Wirken
Mike Holober hat eine klassische Pianisten- und Dirigentenausbildung; er kam 1986 nach New York und begann mit Jazzmusikern zu arbeiten, zunächst mit Nick Brignola, dann mit der Hr-Bigband, dem Vanguard Jazz Orchestra, Airmen of Note, Joe Roccisano und dem New York Saxophone Quartet. Außerdem spielte er mit Tim Ries und dessen Rolling Stones Project, mit John Patitucci, Pete McGuinness, Dave Pietro, Charles Pillow, Wolfgang Muthspiel, Brian Blade, Scott Colley, John Abercrombie, Joe Magnarelli, Tim Hagans, Peter Erskine, John Patitucci, ferner als Gastsolist mit dem Stockholm Jazz Orchestra, der RIAS Big Band Berlin und dem UMO Jazz Orchestra in Helsinki.
2003 erschien Holobers Debütalbum Canyon, produziert von Fred Hersch. Zu seinen eigenen Bandprojekten gehört The Gotham Jazz Orchestra, mit der er 2005 das Album Thought Trains (mit Ron Carter als Gastsolisten) und Quake (2009) vorlegte. Sein Album Hiding Out erhielt Ende 2019 eine Grammy-Nominierung in der Kategorie Best Large Jazz Ensemble Album.
Holober war stellvertretender Leiter des BMI Jazz Composers Workshop, in dem er u. a. mit Bob Brookmeyer, Manny Albam und Jim McNeely arbeitete. Zudem leitete er das Westchester Jazz Orchestra, das als Nonprofit-Organisation geführt wird und regelmäßig mit Auftrags-Kompositionen auftritt, so 2005 auf einer Venezuela-Tour im Auftrag des State Department. 2011 war er Gastdirigent der hr-Bigband. 2024 arbeitete er mit den Studierenden im Bigband-Masterstudiengang der Hochschule für Musik und Darstellende Kunst Frankfurt am Main und der hr-Bigband.
Weiterhin ist Holober seit 1995 Assistant Professor am City College of New York, wo er Jazzensembles leitet und Kurse in Komposition, Arrangement hält. Ab 2004 war er Composer in Residence für das Gotham Wind Symphony.

## Diskographische Hinweise
- Thought Trains (2004)
- Wish List (2006)
- The Gotham Jazz Orchestra: Quake (Sunnyside 2009)
- Mike Holober & Balancing Act, Balancing Act (Palmetto 2015)
- Mike Holober & The Gotham Jazz Orchestra: Hiding Out (Zoho, 2019)
- Mike Holober & Balancing Act: Don’t Let Go (Sunnyside, 2022)
- Mike Holober & The Gotham Jazz Orchestra: This Rock We’re On: Imaginary Letters (Palmetto, 2024)